# Elektromágnes (album)
Az Elektromágnes album a Tankcsapda együttes 2007-ben megjelent koncertlemeze. A felvételek a 2006-2007-es Mindenki vár valamit lemezbemutató-turné különböző helyszínein készültek:
- Kisstadion, Budapest, 2006. május 27.
- Petőfi Csarnok, Budapest, 2006. december 15.
- Főnix Csarnok, Debrecen, 2006. december 29.
- Petőfi Csarnok, Budapest, 2007. május 19.

A lemezre a koncertdalok mellé egy új stúdiófelvétel, a címadó "Elektromágnes" is felkerült, amelyhez polgárpukkasztó videóklipet forgattak idős pornószínészek főszereplésével.

## Az album dalai
1. Rock a nevem
2. Itt vannak a tankok
3. Nem kell semmi
4. Agyarország
5. Élni vagy égni
6. A világ proletárjai
7. Múlik
8. California über alles
9. Egy van
10. Mindenki
11. Szextárgy
12. Irgalom nélkül
13. Így lettél
14. Örökké pank
15. Egyszerű dal
16. Füst és lábdob
17. Csőretöltve
18. Be vagyok rúgva
19. Mennyország tourist
20. Johnny a mocsokban
21. Elektromágnes (bónusz stúdiófelvétel)

## Bónusz DVD
1. Elektromágnes (videóklip)
2. Rock a nevem (videóklip)
3. California über alles (videóklip)
4. Nem kell semmi (videóklip)
5. Füst és lábdob (videóklip)
6. Rock a nevem (Ver. 2.0)
7. Nem kell semmi (Ver. 2.0)

## Közreműködők
- Lukács László – basszusgitár, ének
- Molnár Levente – gitár, vokál
- Fejes Tamás – dobok

## Helyezések

### Albumlisták
| Lista (2007)                            | Helyezés |
| --------------------------------------- | -------- |
| Magyarország (MAHASZ Top 40 albumlista) | 3        |

### Eladási minősítések
| Ország       | Eladási minősítés (2007) | Példányszám |
| ------------ | ------------------------ | ----------- |
| Magyarország | platina                  | 7 500+      |

## Külső hivatkozások
- A Tankcsapda hivatalos oldala
- Elektromágnes infólap – zene.hu